# Plantsoen Harmoniehof

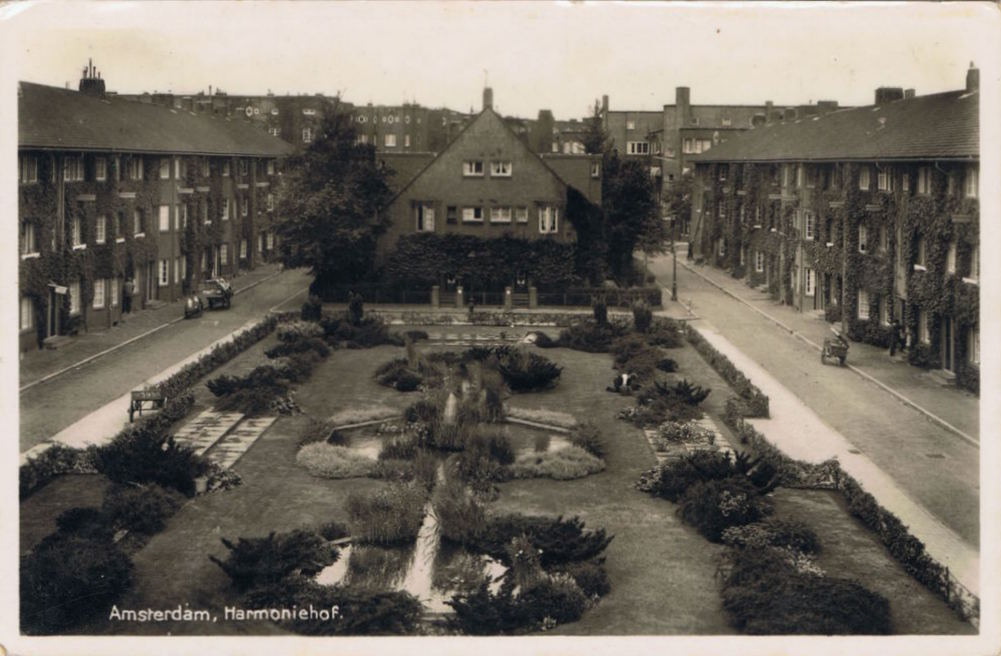
Plantsoen Harmoniehof in circa 1930

Het Plantsoen Harmoniehof is een stadsparkje in Amsterdam-Zuid.

## Plantsoen
Het plantsoen (dat overigens officieel geen plantsoen is) werd aangelegd in het Harmoniehof, een complex gebouwd door de Amsterdamse Coöperatieve Woningbouwvereniging Samenwerking. In het plantsoen ligt een vijver. Ze kreeg daarbij een halterachtige vorm mee, die ingeklemd werd tussen villa’s in het hof. Het hofje is geheel gebouwd volgens de principes van de bouwstijl van de Amsterdamse School. Dat had tot gevolg dat er strak de hand werd gehouden aan symmetrie. Dat geldt dan ook voor de langgerekte en hoekige vijver. De basisvorm van de vijver is rechthoekig, maar heeft drie uitstulpingen die dienen als vijverkommen. Die vijverkommen (uiterst links, midden en uiterst rechts) hebben de vorm van achthoeken. Vijver en kommen bestaan uit gemetselde wanden en natuurstenen banden, ook al terug te voeren op de gehanteerde stijl.    

## Dierenfontein
In de middelste kom is een fontein geplaatst. Het is toegepaste kunst, een samensmelting van beeldhouwwerk en fontein. Het is een creatie van Louise Beijerman die in 1925 werd geplaatst op initiatief van de leden van de woningbouwvereniging. Het was een geschenk in verband met oplevering van het complex. De fontein heeft geen echte spuiters, maar laat omhoog gepompt water langs een hardstenen kegel- dan wel obeliskvorm (weer) de vijver instromen. Daarbij ontstaat soms een klein fonteintje, maar meest ook stroomt het gewoon naar beneden. Die kegel vindt haar ondergrond in een zeshoekig opgemetselde sokkel. Vanaf de sokkel houdt een zestal gebeeldhouwde dieren (schildpad, rat, kikker, slak, tor en salamander) de kegel overeind, maar de diertjes lijken ook het langsstromende water nodig te hebben. Op de sokkel staat tweemaal de tekst: 
Hulde Bestuur Samenwerking 1925

## Monument
Het plantsoen met inrichting werd in december 2004 opgenomen in het monumentenregister en staat sindsdien te boek als rijksmonument. Basis daarvoor vond men de plantsoenaanleg in voor die tijd nieuw-architectonische landschapsarchitectuur en als (nog) een van de weinige voorbeelden van bewaarde openbare groenvoorzieningen uit die tijd. Het is voorts een beeldbepalend onderdeel van het wooncomplex Harmoniehof als geheel, dat op zich ook een rijksmonument is.

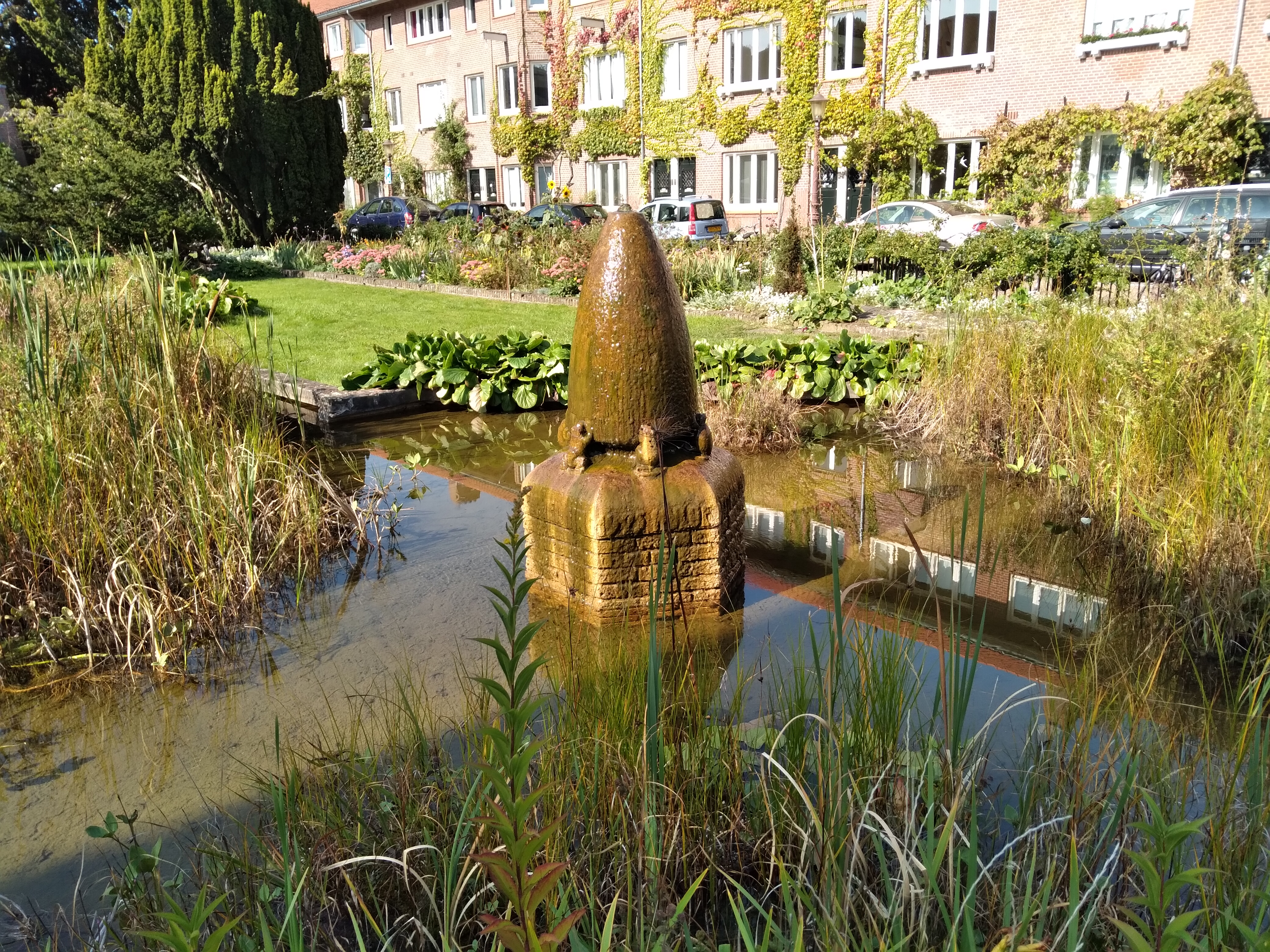
Verweerde fontein (september 2020)

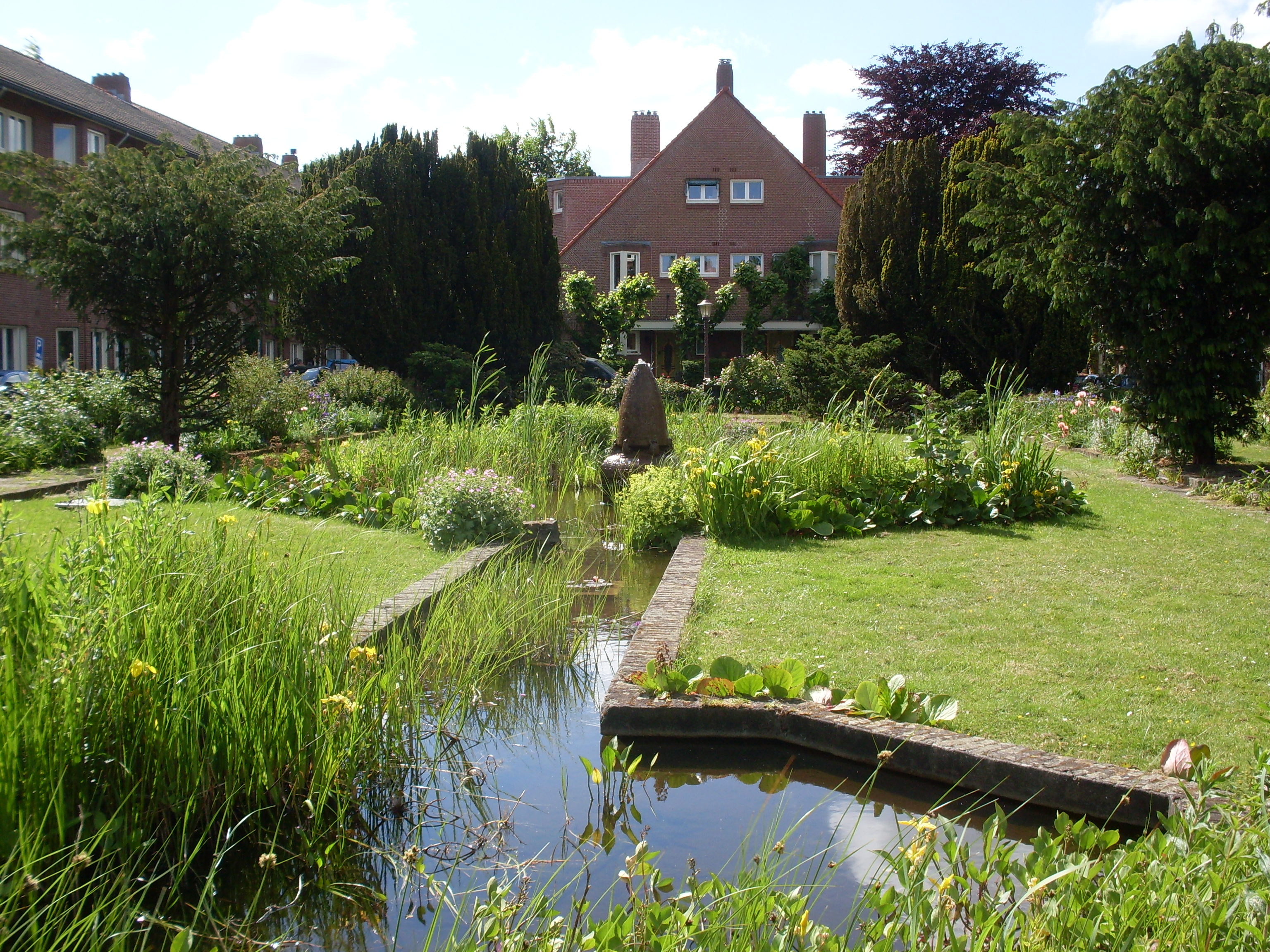
Vijver (juni 2015)